# Henry Thompson
Sir Henry Thompson, 1:e baronet, född 6 augusti 1820 i Framlingham, Suffolk, England, död 18 april 1904 i London, var en engelsk kirurg. Han blev professor i kirurgi i London 1866 och är bekant genom sina många skrifter om urinvägarnas sjukdomar. Han invaldes som ledamot av Vetenskaps- och vitterhetssamhället i Göteborg 1881.

## Biografi
Thompson far ville att han skulle börja en karriär i affärslivet, men han kunde så småningom (1848) skriva in sig på Medical School of University College London. Han erhöll sin medicinska examen 1851 med de högsta utmärkelserna inom anatomi och kirurgi och inrättade en praktik på 35 Wimpole Street i London, där han bodde och arbetade fram till sin död 1904.

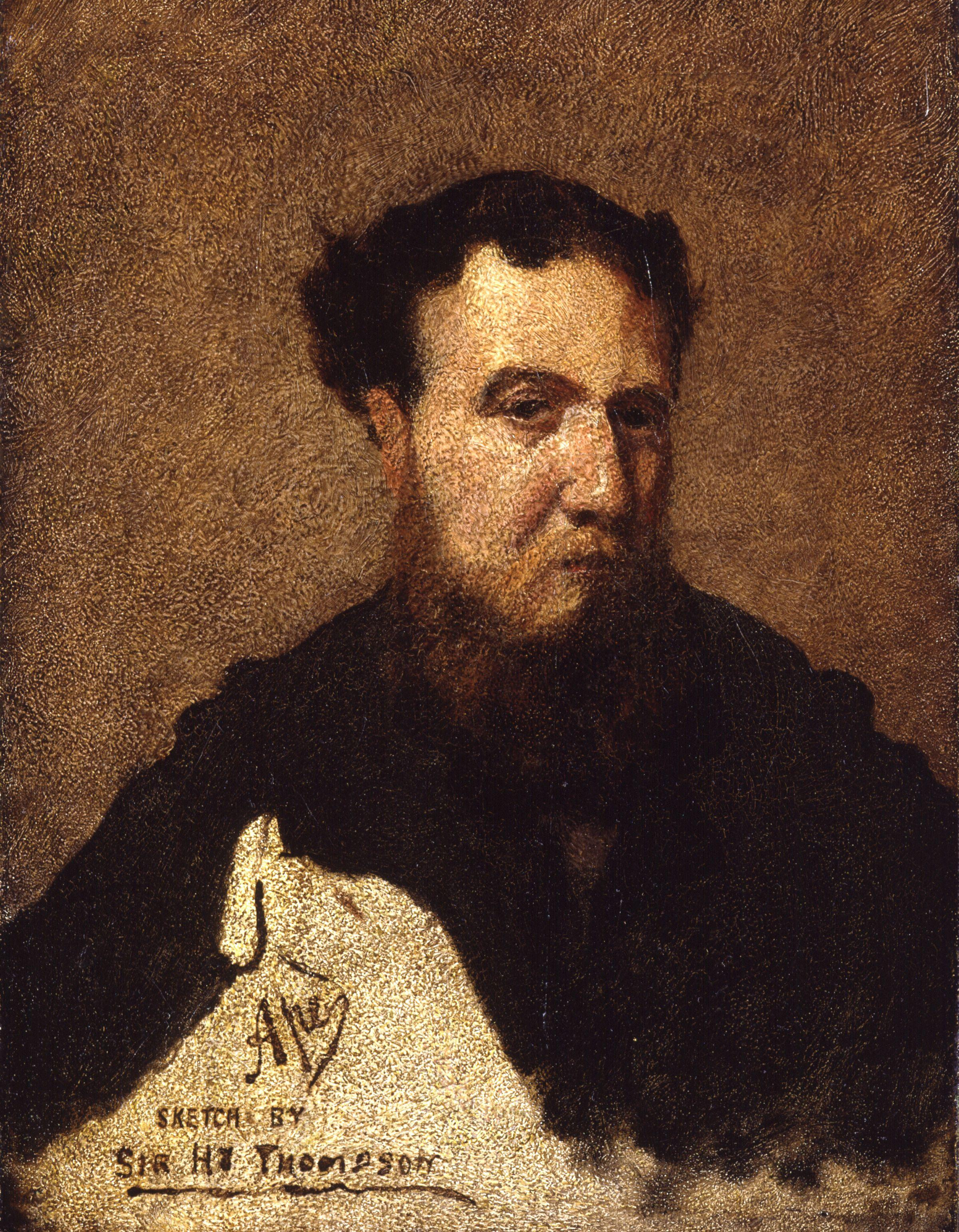
Thompson's porträtt av Carlo Pellegrini

Thompson var också konstnär som producerade skisser och målningar, av vilka några hängdes på Royal Academy of Arts och i Parissalongen. Omkring 1870 började han samla kinesiskt porslin, i synnerhet av gammal blå och vit Nanking, men med tiden blev hans samling så stor att han inte längre kunde hitta plats för den och det mesta såldes. En katalog över samlingen, illustrerad av honom själv och James Whistler, publicerades 1878.
Han var också intresserad av astronomi och under en tid drev han ett privat observatorium i sitt hus på Molesey. Han presenterade Royal Greenwich Observatory flera instrument, inklusive en fotografisk heliograf med 9-tums bländare, ett 30-tums spegelteleskop och ett stort refraktorteleskop med 26-tums objektlins. Erbjudandet om det sista instrumentet lades fram 1894. Dess tillverkning utfördes av Sir Howard Grubb i Dublin, och dess uppförande slutfördes 1897.
Thompson, adlad 1867, fick en baronetskap 1899, i samband med sina teleskopgåvor till National Observatory.
Thompson trodde på en opersonlig Gud. I sin essä Den okände Guden? från 1903 förespråkade han idén att det finns en evig energikälla i universum som är välgörande och intelligent men inte personlig. Han argumenterade att de större religionerna, som betraktas som "gudomligt" inspirerade, är obekräftade och stöds inte av några bevis.

## Vetenskapligt arbete
År 1853 utnämndes Thompson till biträdande kirurg vid University College Hospital, blev full kirurg 1863, professor i klinisk kirurgi 1866 och konsulterande kirurg 1874. År 1884 blev han professor i kirurgi och patologi vid Royal College of Surgeons. Specialiserad på kirurgi av urinvägarna, och i synnerhet i urinblåsan, studerade han i Paris under Jean Civiale, som under första fjärdedelen av 1800-talet hade utvecklat ett förfarande för att krossa en sten i den mänskliga urinblåsan och som hade uppfunnit ett instrument för en minimalt invasiv kirurgi.
Kung Leopold I av Belgien 1863 led av njursten, kallades Thompson till Bryssel för att konsultera i fallet, och efter vissa svårigheter tilläts att utföra en litotripsi. Den var lyckad, och som ett erkännande av hans expertis utnämndes Thompson till konungens specialistläkare, en utnämning som fortsattes av Leopold II. Nästan tio år senare utförde Thompson en liknande operation på den tidigare kejsaren Napoléon III. Kejsaren dog dock fyra dagar senare, inte från det kirurgiska ingreppet, vilket bevisades av obduktionen, men från uremi.
År 1874 medverkade Thompson till att grunda Kremeringsföreningen i Storbritannien, där han var den första presidenten. Han gjorde också mycket för att ta bort de rättsliga restriktionerna för kremering och han fördömde de rådande metoderna för dödscertifiering i Storbritannien. År 1892 tillsattes en oberoende kommitté för att undersöka frågan vars rapport, som publicerades följande år, i allmänhet var i linje med Thompsons tankar. Woking Krematorium blev slutligen det första i sitt slag i Storbritannien. Thompsons sista offentliga arbetsuppgift var att 1903 inviga Birmingham Krematorium, landets nionde. Efter hans död kremerades hans kropp på Golders Green Crematorium, det första i London, som han hade öppnat 1902.